# Egyes nők
Az Egyes nők (eredeti cím: Certain Women) 2016-ban bemutatott amerikai filmdráma, melynek rendezője, forgatókönyvírója és vágója Kelly Reichardt. A főbb szerepekben Laura Dern, Kristen Stewart, Michelle Williams, James Le Gros, Jared Harris, Lily Gladstone és René Auberjonois látható.
Világpremierje a 2016-os Sundance Filmfesztiválon volt. Az Amerikai Egyesült Államokban 2016. október 14-én mutatták be a mozikban az IFC Films forgalmazásában. Összességében pozitív kritikákat kapott.

## Cselekmény
A film három nő kisvárosi életének mindennapjait mutatja be.

## Szereplők
| Szereplő         | Színész              | Magyar hang       |
| ---------------- | -------------------- | ----------------- |
| Laura            | Laura Dern           | Fehér Anna        |
| Elizabeth Travis | Kristen Stewart      | Csuha Bori        |
| Gina             | Michelle Williams    | Szinetár Dóra     |
| Jamie            | Lily Gladstone       | Borbély Alexandra |
| Ryan             | James LeGros         | Rékasi Károly     |
| Fuller           | Jared Harris         | Gyabronka József  |
| Albert           | René Auberjonois     | Székhelyi József  |
| Rowles seriff    | John Getz            | Fazekas István    |
| Guthrie          | Sara Rodier          | Nyári Luca        |
| Ügyvéd           | Guy Boyd             | Imre István       |
| Túsztárgyaló     | James Jordan         | Bordás János      |
| Tommy Carroll    | Matt McTighe         | Turi Bálint       |
| Amituana         | Joshua T. Fonokalafi | Hegedüs Miklós    |
| Tanárnő          | Stephanie Campbell   | Csonka Anikó      |
| Tanár            | Kilty Reidy          | Péter Richárd     |